# 이시바시 타쿠마
이시바시 타쿠마(1997년 7월 18일 ~ )는 일본의 축구 선수이다. 포지션은 미드필더이다.